# Kalium-Argon-Datierung
Die Kalium-Argon-Datierung ist ein geochronologisches Verfahren zur radiometrischen Altersbestimmung von Gesteinen, bei dem der radioaktive Zerfall von Kalium-40 (40K) zu Argon-40 (40Ar) ausgewertet wird. Kalium-40 zerfällt mit einer Halbwertszeit von 1,28 Milliarden Jahren in 11 % der Fälle zu Argon-40, in 89 % zu Calcium-40. Kalium kommt in häufigen gesteinsbildenden Mineralien wie Glimmern, Feldspaten und Hornblenden vor, weswegen diese Datierungstechnik oft erfolgreich bei irdischen Gesteinen angewendet wird. Daneben wird die Kalium-Argon-Datierung auch für extraterrestrische Gesteine, etwa Apollo-Mondproben und Meteoriten, angewendet; hierbei wurden bisher Alter bis zu etwa 4,6 Milliarden Jahren, dem geschätzten Alter des Sonnensystems, bestimmt.
Eine präzisere Variante ist die 39Ar-40Ar-Methode. Für sie muss die Probe nicht in zwei, womöglich nicht repräsentative Hälften geteilt werden, um Argon und Kalium separat zu bestimmen. Zudem können Störungen des Kalium-Argon-Isotopensystems ohne aufwändige Mineralseparation entdeckt werden. Selbst bei teilweise ausdiffundiertem Argon können mit dieser Methode noch zuverlässige „Argonalter“ gemessen werden, auch an relativ jungen Gesteinen.
Die Kalium-Argon-Datierung ermöglicht u. a. eine verlässliche Altersbestimmung von Fossilien, die zum Beispiel in Fundhorizonten zwischen zwei vulkanischen Tuff- oder Lava-Schichten eingebettet waren: Weil die starke Erhitzung des vulkanischen Gesteins alles zuvor möglicherweise vorhandene Argon aus dem Gestein ausgetrieben hat, wurde die „radioaktive Uhr“ gleichsam auf Null gestellt, und das hernach gemessene Argon stammt folglich verlässlich aus dem Zerfall von Kalium.

## Grundlagen
40K zerfällt zu 40Ar und 40Ca gemäß:
- {\displaystyle {}^{40}\mathrm {K} +\mathrm {e} ^{-}\rightarrow {}^{40}\mathrm {Ar} +\gamma \quad (1{,}505\,\mathrm {MeV} )\;} (Elektroneneinfang)

mit der partiellen Zerfallskonstante {\displaystyle \lambda _{\varepsilon }=0{,}581\cdot 10^{-10}{\frac {1}{a}}}
- {\displaystyle {}^{40}\mathrm {K} \rightarrow {}^{40}\mathrm {Ca} +\beta ^{-}\quad (1{,}311\,\mathrm {MeV} )\;} (β−-Zerfall)

mit der partiellen Zerfallskonstante {\displaystyle \lambda _{\beta }=4{,}962\cdot 10^{-10}{\frac {1}{a}}}
Hinzu kommt der sehr seltene (Häufigkeit 0,001 %) β+-Zerfall, bei dem ebenfalls 40Ar entsteht.
Ist in einem Gesteinsmineral also das Kaliumisotop 40K vorhanden (der natürliche Anteil des Isotops 40K unter allen Kaliumisotopen ist 0,0116 %), so nimmt dessen Häufigkeit mit der Zeit ab, während die Häufigkeit des Zerfallsprodukts 40Ar zunimmt. Die zeitliche Entwicklung der Häufigkeiten wird durch das radioaktive Zerfallsgesetz bestimmt. Aus diesem kann folgende Formel für die Zerfallszeit hergeleitet werden:
- {\displaystyle t={\frac {1}{\lambda }}\cdot \ln \left(1+{\frac {\lambda }{\lambda _{\varepsilon }}}\cdot {\frac {{}^{40}\mathrm {[Ar]} _{t}}{{}^{40}\mathrm {[K]} _{t}}}\right)}

{\displaystyle \lambda =\lambda _{\varepsilon }+\lambda _{\beta }}
Ist also das Verhältnis 40Ar zu 40K von Tochterisotop 40Ar zum Mutterisotop 40K durch Messung bekannt, kann das Alter berechnet werden.

## 40K-40Ar-Methode
Die einfachste Anwendung ist die direkte Messung der Konzentrationen von Kalium (z. B. mittels Atomemissionspektroskopie) und 40Ar (mittels Edelgasmassenspektrometrie) in zwei Teilen einer Probe. Aus der Konzentration von Kalium kann wegen der bekannten Isotopenverhältnisse der Kaliumisotope die Konzentration des Isotopes 40K berechnet werden. Aus dem Verhältnis von 40K zu 40Ar kann dann wiederum mit der im Abschnitt „Grundlagen“ angegebenen Formel das Kalium-Argon-Alter berechnet werden.
Dies setzt voraus, dass das zu datierende Ereignis, z. B. die Kristallisation eines Gesteins aus einer Schmelze, die „Kalium-Argon-Uhr zurückgesetzt“ hat. D. h., dass durch das zu datierende Ereignis alles vorher eventuell vorhandene radiogene 40Ar (= 40Ar, welches durch radioaktiven Zerfall entstanden ist, im Gegensatz zu primordialem Argon, welches aus anderen Quellen, z. B. eingefangenem atmosphärischen Argon stammt) aus dem Gestein entwichen ist, so dass direkt nach dem Ende des Ereignisses kein 40Ar mehr vorhanden war. Da Argon als Edelgas beim vollständigen Aufschmelzen eines Gesteins sehr einfach entweicht, ist das in diesem Fall meist gegeben und diese einfache Methode liefert bei der Datierung der Kristallisation eines Gesteins aus einer Schmelze in der Regel zuverlässige Ergebnisse.
Sollen Schockereignisse, z. B. der Einschlag eines großen Asteroiden, datiert werden, ist eine vollständige Ausgasung nicht mehr unbedingt gegeben, da selbst bei extrem großen Drücken, welche die Schockwellen im Gestein erzeugen, schon beobachtet wurde, dass 40Ar nicht vollständig entweicht.
Des Weiteren muss auch sichergestellt sein, dass spätere Ereignisse wie etwa Diffusion von Argon aus dem Gestein das Alter nicht verfälscht. In solchen Fällen des Ausdiffundierens von Argon aus dem Gestein werden systematisch zu junge Alter gemessen.
Sofern mehrere verschiedene Minerale mit ausreichendem Kaliumgehalt in einem Gestein vorhanden sind, kann man durch Mineralseparation und unabhängige Bestimmung des Kalium-Argon-Alters in verschiedenen Mineralen aus demselben Gestein eine Verfälschung des Alters durch unzureichendes Ausgasen oder Diffusion aus dem Gestein ausschließen, wenn die gemessenen Alter der verschiedenen Mineralien übereinstimmen. Dies kommt daher, da verschiedenen Mineralien unterschiedliches Diffusionsverhalten für Argon aufweisen, was sich in unterschiedlichen Argonaltern bemerkbar machen würde, falls eine der obigen Voraussetzungen (vollständiges Zurücksetzen der Kalium-Argon-Uhr, keine Diffusion von Argon aus dem Gestein) nicht gegeben sein sollte.
Des Weiteren werden bei der Edelgasmassenspektrometrie routinemäßig auch die anderen stabilen Argonisotope 36Ar und 38Ar mitbestimmt. Diese beiden Argonisotope bestehen nur aus primordialem Argon und wegen der bekannten Isotopenverhältnisse von primordialem Argon (also Argon, welches nicht durch radioaktiven Zerfall entstanden ist, sondern aus anderen Quellen stammt) kann man das eventuelle Vorhandensein primordialen 40Ar überprüfen und gegebenenfalls korrigieren. Diese Korrektur funktioniert gut bei Altern über 100.000 Jahren. Bei jüngeren Gesteinen wird das radiogene Argon in der Regel durch das primordiale Argon zu stark „verdeckt“, um noch eine Korrektur vornehmen zu können, so dass die konventionelle Kalium-Argon Datierung hier nicht angewendet wird.

## 39Ar-40Ar-Methode
Bei der 39Ar-40Ar-Methode wird die zu messende Probe in einem Forschungsreaktor mit schnellen Neutronen bestrahlt (Neutronenaktivierung), wobei ein Teil des in der Probe vorhandenen 39K in 39Ar umgewandelt wird. Zu Kalibrierzwecken wird dabei gleichzeitig immer auch ein Mineral-Standard (z. B. Hornblende) bekannten Alters als Monitorprobe mitbestrahlt. Danach werden die Proben schrittweise in bestimmten Temperaturstufen erhitzt und mittels Edelgasmassenspektrometrie das Verhältnis von 39Ar zu 40Ar des in den einzelnen Temperaturstufen ausgegasten Argons gemessen. Die gemessenen 39Ar/40Ar-Verhältnisse werden dann über die Temperatur in ein Diagramm eingetragen. Zeigt sich in dem Diagramm der Probe ein Plateau im Hochtemperaturbereich, also ein ausgedehnter Temperatur-Bereich, in dem das 39Ar/40Ar-Verhältnis praktisch konstant ist, so kann eine Störung des Kalium-Argon-Systems in diesem Bereich ausgeschlossen werden. Es kann dann über das 39Ar/40Ar-Verhältnis des Plateaus ein Argon-Argon-Alter berechnet werden, wobei das ebenfalls bestimmte 39Ar/40Ar-Verhältnis der Monitorprobe zur Kalibrierung dient. Zeigt sich im Diagramm der Probe kein Plateau, muss davon ausgegangen werden, dass das Kalium-Argon-Isotopensystem des Gesteins, aus welchem die Probe stammt, gestört ist – oftmals durch Argonverlust wegen Diffusion. Es kann dann kein zuverlässiges Argon-Alter zugeordnet werden.
Diese 39Ar-40Ar-Methode ist in der Lage, viel jüngere Ereignisse zu datieren als die herkömmliche Kalium-Argon-Datierung. Sie ist inzwischen so weit verfeinert worden, dass es P. R. Renne et al. 1997 gelungen ist, Bimsstein von dem Vesuv-Ausbruch, welcher Pompeji zerstörte, auf ein Alter von 1925 ± 94 Jahren zu datieren. Das entspricht dem Jahr 72 n. Chr. und stimmt damit im Fehler mit dem historischen Datum überein, welches Plinius der Jüngere – umgerechnet in den Gregorianischen Kalender – mit 79 n. Chr. angibt. Zugleich ist es aber mit Hilfe dieser Methode beispielsweise auch möglich, Millionen Jahre alte hominine Fossilien – wie etwa die Funde von Ardipithecus ramidus – zu datieren, bei denen die Radiokarbonmethode nicht mehr anwendbar ist.

## Historisches
Die Kalium-Argon-Methode wurde erstmals 1950 von Friedolf M. Smits und Wolfgang Gentner (Universität Freiburg) wissenschaftlich beschrieben, und zwar im Zusammenhang mit der Datierung von tertiären Salzlagerstätten. Zehn Jahre später wurden mit ihrer Hilfe erstmals hominine Fossilien datiert, genauer: die Fundhorizonte der von Louis Leakey und Mary Leakey erforschten Gebiete in der Olduvai-Schlucht im Norden Tansanias.